# Gégé
Gégé, właśc. Admilson Estaline Dias Barros (ur. 24 lutego 1988 w Santiago) – kabowerdeński piłkarz występujący na pozycji obrońcy. Od 2017 jest zawodnikiem drużyny Al-Fayha. Wcześniej występował w innych klubach, takich jak: Boavista Praia, Sporting Pompal, Estrela Amadora, CD Trofense, Sporting Covilhã i CS Marítimo. W reprezentacji Republiki Zielonego Przylądka zadebiutował w 2011 roku. W kadrze rozegrał do tej pory dziewięć spotkań (stan na 6 stycznia 2013). Znalazł się w gronie zawodników powołanych na Puchar Narodów Afryki 2013.